# Du nouveau sous le soleil
Du nouveau sous le soleil: Une histoire de l'environnement mondial au XXe siècle (Seyssel: Champ Vallon, 2010) est la traduction en français d’un ouvrage de l'historien américain John R. McNeill, Something New Under the Sun - An Environmental History of the Twentieth-Century World (New York: Norton, 2000).
Ce livre adopte une perspective historique des questions d’environnement, chroniquant l’impact extraordinaire exercé par le genre humain sur la planète terre depuis la Révolution industrielle et, plus encore, au cours du XXe siècle. Something New Under the Sun a remporté un grand succès dans le monde anglo-saxon ; il a reçu le prix de l'Association mondiale des historiens en 2001, ainsi que plusieurs autres récompenses. Il a été traduit en sept langues.

## Résumé
La préface (édition d’origine) commence sur une citation bien connue de l’Ecclésiaste : « Ce qui a été, c'est ce qui sera ; et ce qui a été fait, c'est ce qui se fera ; et il n'y a rien de nouveau sous le soleil ». Mais, dit McNeill, cette profonde et ancienne sagesse est maintenant caduque : il y a du nouveau sous le soleil !
Nous vivons une ère nouvelle. Il est très difficile, voire impossible, de s’en rendre compte dans l’espace de temps d’une vie humaine. Mais avec le recul de l’historien, il est clair que l’évolution du monde au cours des quelques siècles passés a changé radicalement bien des choses. La population s’est accrue exponentiellement depuis le XVIIIe siècle ; la production et le revenu par tête ont grimpé fortement au cours du XIXe et du XXe siècles. L’activité humaine a accompli en peu de temps des prouesses inconcevables auparavant, dont l’impact sur l’environnement est sans précédent : pollution atmosphérique régionale et même mondiale, détournement de fleuves et assèchement de vastes mers et marais, barrages gigantesques, déforestation d’étendues immenses, exploitation massive des ressources naturelles, éradication de divers organismes et animaux... L’homme est devenu le facteur prépondérant des changements environnementaux à l’échelle planétaire.
Du nouveau sous le soleil est composé de 12 chapitres divisés en deux parties. Le Préambule (chapitre 1er) s’intitule « particularités d’un siècle prodigue ». Il se concentre sur l’évolution de long terme de la croissance économique et démographique, et sur l’échelle phénoménale de l’utilisation des combustibles fossiles depuis le début de la Révolution industrielle, surtout au XXe siècle.
La première partie - « La musique des sphères » - comporte 7 chapitres décrivant l’évolution des multiples « sphères » de la planète terre : la lithosphère (l’écorce terrestre) et la pédosphère (le sol proprement dit), l’atmosphère (l’air et l’espace à basse altitude), l’hydrosphère (les cours d’eau, mers et océans) et la biosphère (la communauté de tous les êtres vivants).
La seconde partie - « Moteurs de changement » - se déroule en 4 chapitres qui traitent des aspects sociopolitiques ayant affecté l’environnement mondial, y compris l’urbanisation, les innovations technologiques, l’évolution des doctrines et de la politique. Le livre conclut sur une interrogation : « Et alors ? ». Dans l’ensemble, McNeill réserve ses jugements, mais vu l’énormité sans précédent des changements environnementaux enregistrés au XXe siècle, il se demande si les conséquences massives de l’activité humaine ne nous réservent pas des catastrophes écologiques à venir. Et comme le soulignait Machiavel voici 500 ans, les problèmes sérieux sont souvent difficiles à détecter et, lorsqu’ils deviennent manifestes, il est généralement trop tard pour y remédier.

## Critiques et commentaires
De nombreux commentateurs ont salué l’importance du livre Du nouveau sous le soleil et le caractère « admirablement objectif » de ses descriptions et analyses. Ainsi, McNeill note que les progrès du XXe siècle n’ont pas tous eu un impact négatif sur l’environnement : « Par exemple, l’automobile a remplacé le cheval, dont la nourriture nécessitait de vastes terres arables et dont les déjections et carcasses étaient la source de puanteur urbaine et de maladies ».
Plus récemment, certains auteurs ont souligné la convergence avec les thèmes développés dans le sens anthropique par Jared Diamond dans Effondrement (2005). « Lorsque ce livre est mis en parallèle avec celui de Diamond, on peut voir que des forces du genre de celles qui ont joué sur l’Île de Pâques sont en jeu dans le monde, qu’elles sont de nature globale plutôt que locale et qu’elles tendent à se renforcer ».
La principale contribution de McNeill est de mettre en lumière les implications de la course à la croissance économique et les dangers des politiques de court terme : « Il est utile de se rappeler de temps en temps, comme quelqu’un l’a si bien dit, que l’économie est une filiale à 100 % de l’environnement, et que même si les marchés sont appropriés pour fixer les prix ils sont incapables de bien évaluer les coûts ». McNeill pointe bien du doigt la nécessité de changements radicaux, mais il reste timide quant aux solutions possibles. Ses conclusions sont curieusement pusillanimes et son angle de vue demeure anthropocentrique à l’excès. « Son argumentation aurait été plus solide s’il avait présenté une étude plus générale des effets sur les écosystèmes et les organismes vivants, dont nous ne représentons qu’une infime - et vaniteuse - partie ».